# Alabaşlı
Alabaşlı är en ort i Azerbajdzjan.   Den ligger i distriktet Samux Rayonu, i den västra delen av landet, 300 kilometer väster om huvudstaden Baku. Alabaşlı ligger 271 meter över havet och antalet invånare är 1 265.
Terrängen runt Alabaşlı är platt åt nordost, men åt sydväst är den kuperad. Runt Alabaşlı är det mycket tätbefolkat, med 2 521 invånare per kvadratkilometer.. Närmaste större samhälle är Ganja, 14,1 kilometer sydost om Alabaşlı.
Trakten runt Alabaşlı består till största delen av jordbruksmark.